# Every Little Thing (singolo)
Every Little Thing è un singolo della cantante statunitense Carly Pearce, pubblicato il 22 febbraio 2017 come primo estratto dal primo album in studio omonimo.

## Descrizione
Il brano è stato scritto dalla stessa interprete con Emily Shackelton e Busbee e prodotto da quest'ultimo. È composto in chiave di Do maggiore ed ha un tempo di 140 battiti per minuto.

## Video musicale
Il video musicale del brano, diretto da Patrick Tracy, è stato reso disponibile il 6 marzo 2017.

## Tracce
Download digitale
1. Every Little Thing – 3:01

## Successo commerciale
Nella pubblicazione del 25 novembre 2017 Every Little Thing ha raggiunto il primo posto della Country Airplay, classifica radiofonica statunitense redatta da Billboard e dedicata al suddetto genere, rendendo Carly Pearce la dodicesima donna a riuscirci con un singolo di debutto.

## Classifiche
| Classifica (2017) | Posizione massima |
| ----------------- | ----------------- |
| Stati Uniti       | 50                |